# Lama Mocogno
Lama Mocogno är en ort och kommun i provinsen Modena i regionen Emilia-Romagna i Italien. Kommunen hade 2 675 invånare (2018).